# Killian Sardella
Killian Sardella, né le 2 mai 2002 à Duffel en Belgique, est un footballeur international belge qui joue au poste de défenseur au RSC Anderlecht.

## Biographie

### En club

#### RSC Anderlecht
Killian Sardella est formé au RSC Anderlecht pendant plusieurs années. En mai 2018, il signe son premier contrat professionnel avec son club formateur, en même temps que dix autres jeunes du club. Il joue son premier match en professionnel le 9 août 2019, face au KV Malines, lors d'une rencontre de Jupiler Pro League. Il est titularisé et les deux équipes se séparent sur un match nul (0-0).
En juin 2020, Sardella prolonge son contrat jusqu'en 2025 avec Anderlecht. Lors de la saison 2020-2021, alors qu'il est barré par la concurrence à son poste et victime d'une pubalgie qui l'écarte des terrains pendant plusieurs semaines, il réapparaît dans le onze titulaire, utilisé par l'entraîneur Vincent Kompany pour pallier certaines absences en défense notamment.

### En sélections nationales
Killian Sardella est sélectionné avec l'équipe de Belgique des moins de 17 ans pour participer au championnat d'Europe des moins de 17 ans en 2019. Lors de ce tournoi organisé en Irlande, il est titulaire en défense centrale et joue les cinq matchs de son équipe dans leur intégralité. Son équipe est vaincue en quart de finale face aux Pays-Bas (0-3), et il porte le brassard de capitaine lors du match pour la cinquième place perdue face à la Hongrie aux tirs au but.
Le 6 septembre 2019, il joue son premier match avec l'équipe de Belgique espoirs, à l'occasion d'une rencontre face au Pays de Galles. Il est titulaire au poste d'arrière droit, et son équipe s'incline par un but à zéro. 
Sardella inscrit son premier but avec les espoirs le 4 juin 2021, lors d'une rencontre face au Kazakhstan. Titularisé au poste d'arrière gauche, il ouvre le score et participe à la victoire de son équipe par trois buts à un,.
Le 11 novembre 2024, il est appelé pour la première fois par Domenico Tedesco chez les Diables Rouges pour pallier l'absence de Joaquin Seys, blessé,, et joue ses premières minutes avec l'équipe première face à Israël, le 17 novembre 2024 à Budapest (défaite 1-0), montant au jeu au même moment qu'un autre néophyte, Norman Bassette.

## Statistiques

### En club
| Saison                | Club                  | Championnat           | Championnat | Championnat | Championnat | Coupe(s) nationale(s) | Coupe(s) nationale(s) | Coupe(s) nationale(s) | Compétition(s) continentale(s) | Compétition(s) continentale(s) | Compétition(s) continentale(s) | Compétition(s) continentale(s) | Autres compétitions | Autres compétitions | Autres compétitions | Autres compétitions | Total | Total | Total |
| Saison                | Club                  | Division              | M.          | B.          | P.d.        | M.                    | B.                    | P.d.                  | Comp.                          | M.                             | B.                             | P.d.                           | Comp.               | M.                  | B.                  | P.d.                | M.    | B.    | P.d.  |
| 2019-2020             | RSC Anderlecht        | Division 1A           | 18          | 0           | 0           | 2                     | 0                     | 0                     | -                              | -                              | -                              | -                              | -                   | -                   | -                   | -                   | 20    | 0     | 0     |
| 2020-2021             | RSC Anderlecht        | Division 1A           | 14          | 0           | 0           | 1                     | 0                     | 0                     | -                              | -                              | -                              | -                              | PO1                 | 2                   | 0                   | 0                   | 17    | 0     | 0     |
| 2021-2022             | RSC Anderlecht        | Division 1A           | 5           | 0           | 0           | 1                     | 0                     | 0                     | C4                             | 2                              | 0                              | 0                              | PO1                 | -                   | -                   | -                   | 8     | 0     | 0     |
| 2022-2023             | RSC Anderlecht        | Division 1A           | 16          | 0           | 2           | -                     | -                     | -                     | C4                             | 6                              | 0                              | 0                              | -                   | -                   | -                   | -                   | 22    | 0     | 2     |
| 2023-2024             | RSC Anderlecht        | Division 1A           | 25          | 0           | 4           | 2                     | 0                     | 1                     | -                              | -                              | -                              | -                              | PO1                 | 9                   | 1                   | 1                   | 36    | 1     | 6     |
| 2024-2025             | RSC Anderlecht        | Division 1A           | 24          | 0           | 1           | 4                     | 0                     | 0                     | C3                             | 10                             | 0                              | 1                              | PO1                 | -                   | -                   | -                   | 38    | 0     | 2     |
| Sous-total            | Sous-total            | Sous-total            | 102         | 0           | 7           | 10                    | 0                     | 1                     | -                              | 18                             | 0                              | 1                              | -                   | 11                  | 1                   | 1                   | 141   | 1     | 10    |
| 2022-2023             | RSCA Futures          | Division 1B           | 3           | 3           | 0           | -                     | -                     | -                     | -                              | -                              | -                              | -                              | -                   | -                   | -                   | -                   | 3     | 3     | 0     |
| Total sur la carrière | Total sur la carrière | Total sur la carrière | 105         | 3           | 7           | 10                    | 0                     | 1                     | -                              | 18                             | 0                              | 1                              | -                   | 11                  | 1                   | 1                   | 144   | 4     | 10    |

### En sélections nationales
| Saison                | Sélection             | Phases finales        | Phases finales | Phases finales | Phases finales | Éliminatoires CDM | Éliminatoires CDM | Éliminatoires CDM | Éliminatoires EURO | Éliminatoires EURO | Éliminatoires EURO | Ligue des Nations | Ligue des Nations | Ligue des Nations | Matchs amicaux | Matchs amicaux | Matchs amicaux | Total | Total | Total |
| Saison                | Sélection             | Compétition           | M              | B              | Pd             | M                 | B                 | Pd                | M                  | B                  | Pd                 | M                 | B                 | Pd                | M              | B              | Pd             | M     | B     | Pd    |
| --------------------- | --------------------- | --------------------- | -------------- | -------------- | -------------- | ----------------- | ----------------- | ----------------- | ------------------ | ------------------ | ------------------ | ----------------- | ----------------- | ----------------- | -------------- | -------------- | -------------- | ----- | ----- | ----- |
| 2024-2025             | Belgique              | -                     | -              | -              | -              | -                 | -                 | -                 | -                  | -                  | -                  | 1                 | 0                 | 0                 | -              | -              | -              | 1     | 0     | 0     |
| Total sur la carrière | Total sur la carrière | Total sur la carrière | -              | -              | -              | -                 | -                 | -                 | -                  | -                  | -                  | 1                 | 0                 | 0                 | -              | -              | -              | 1     | 0     | 0     |

### Matchs internationaux
| Matchs internationaux de Killian Sardella, | Matchs internationaux de Killian Sardella, | Matchs internationaux de Killian Sardella, | Matchs internationaux de Killian Sardella, | Matchs internationaux de Killian Sardella, | Matchs internationaux de Killian Sardella, | Matchs internationaux de Killian Sardella, | Matchs internationaux de Killian Sardella,                         |
| #                                          | Date                                       | Lieu                                       | Adversaire                                 | Résultat                                   | Compétition                                | Club                                       | Notes                                                              |
| ------------------------------------------ | ------------------------------------------ | ------------------------------------------ | ------------------------------------------ | ------------------------------------------ | ------------------------------------------ | ------------------------------------------ | ------------------------------------------------------------------ |
| 1                                          | 17 novembre 2024                           | Bozsik Aréna (en), Budapest, Hongrie       | Israël                                     | D 0 - 1                                    | Ligue des nations 2024-2025                | RSC Anderlecht                             | Entre en jeu à la place de Ameen Al-Dakhil à la 93e minute de jeu. |